# David Kelly (acteur)
Pour les articles homonymes, voir David Kelly (homonymie) et Kelly.
David Kelly, né le 11 juillet 1929 à Dublin et mort le 12 février 2012 dans la même ville, est un acteur irlandais. 
Kelly connaît une longue carrière au théâtre, à la télévision et au cinéma. En 2005, il est récompensé lors de la 3e cérémonie (en) des Irish Film and Television Awards.

## Biographie

### Jeunesse
David Kelly naît dans le quartier dublinois de Goatstown (en), il est le fils d'un éditeur. Durant son enfance, il est scolarisé à Synge Street (en), une école catholique de Dublin. Il y découvre la scène grâce à l'un de ses professeurs, membre de la troupe Rathmines and Rathgar Musical Society,. Il commence à se produire au Gaiety Theatre à l'âge de 8 ans.

### Au théâtre
Kelly étudie ensuite l'art dramatique à l'Abbey Theatre. Son père lui suggère d'apprendre également le dessin et la calligraphie et, à ses débuts, il partage son temps entre les planches et son emploi dans une agence de publicité,. Au théâtre, il joue notamment La Dernière Bande (Krapp's Last Tape) de Samuel Beckett en 1959. Durant sa carrière théâtrale, il partage la scène avec de grands acteurs irlandais tels Milo O'Shea, Ray McAnally ou encore Micheál Mac Liammóir.
Kelly s'est produit le plus souvent au Gate Theatre. Dans les années 1990, il interprète notamment Orgon dans le Tartuffe de Molière et le personnage d'Al Lewis dans The Sunshine Boys du scénariste Neil Simon. Il joue également dans La Mouette d'Anton Tchekhov adaptée par Thomas Kilroy (en).

### À la télévision
Durant les années 1960 et 1970, David Kelly apparaît dans des sitcoms britanniques, telles que Never Mind the Quality, Feel the Width (en) et On the Buses (en), dans lesquelles il tient des rôles d'irlandais eccentrique. Il figure dans 50 épisodes de Robin's Nest (en), une série mettant en vedette Richard O'Sullivan. En 1975, il apparaît brièvement sous les traits d'un ouvrier du bâtiment dans la série britannique L'Hôtel en folie (Fawlty Towers). Selon lui, ce personnage a fait beaucoup pour sa notoriété. En 1980, il interprète « Rashers » Tierney dans la mini-série de la RTÉ Strumpet City (en), diffusée par la suite dans une cinquantaine de pays,. Le rôle restera l'un de ses préférés. Par la suite, Kelly joue dans les séries télévisées Glenroe, diffusée sur RTÉ One, et Ballykissangel (en), produite par la BBC.

### Au cinéma
Kelly débute au cinéma en 1958. En 1969 il joue le rôle d'un vicaire dans L'or se barre (The Italian Job). À partir de cette date, l'acteur apparaît régulièrement à l'écran. En 1992 il incarne le grand-père Ward, un conteur nomade irlandais, dans Le Cheval venu de la mer (Into the West) de Mike Newell. Son rôle dans le film irlando-britannique Vieilles Canailles (Waking Ned Devine), sorti en 1998, lui apporte une renommée internationale. Durant les années 2000, il figure notamment dans les comédies Ordinary Decent Criminal et Jardinage à l'anglaise (Greenfingers). En 2005, il interprète Grand-Papa Joe dans le film Charlie et la Chocolaterie du réalisateur Tim Burton. Il apparaît également dans le film fantastique Stardust, le mystère de l'étoile de Matthew Vaughn, sorti en 2007,.

### Vie personnelle
David Kelly est marié à l'actrice Laurie Morton, qu'il rencontre en 1956 en effectuant un remplacement au Pike Theatre de Dublin. Le couple, qui a toujours résidé dans la région de Dublin, a deux enfants. Leur fils David fait carrière dans la publicité, leur fille Miriam est actrice.

## Distinctions
En 1998, David Kelly est nommé lors de la 5e cérémonie des Screen Actors Guild Awards dans la catégorie « Meilleur acteur dans un second rôle » pour son rôle dans Vieilles Canailles (Waking Ned Devine).
En 2002, il reçoit un prix spécial (Special Tribute Award) pour sa carrière au théâtre lors des Irish Times Theatre Awards (en),.
En 2005, l'acteur est récompensé lors de la 3e cérémonie (en) des Irish Film and Television Awards dans la catégorie « Meilleur acteur dans un second rôle » pour son rôle dans le film Charlie et la Chocolaterie. Lors de la soirée, il reçoit également un prix récompensant l'ensemble de sa carrière (Lifetime Achievement Award).

## Filmographie succincte

### Télévision
- 1974-1981 : Play for Today
- 1977-1981 : Robin's Nest (en)
- 1980 : Strumpet City (en)
- 1980-1981 : Cowboys (en)
- 1983 : Glenroe
- 1991 : 2point4 children (en)
- 1998 : Ballykissangel (en)

#### Séries animées
- 1991-1995 : Taz-Mania : Philliponius Chickpea (saison 1 à partir de l'épisode 7)
- 1991-1997 : Daffy Duck : Porky Pig

### Cinéma
- 1964 : La Fille aux yeux verts (Girl with Green Eyes) de Desmond Davis
- 1967 : Ulysses (film) de Joseph Strick
- 1969 : L'or se barre (The Italian Job) de Peter Collinson
- 1970 : L'Évasion du capitaine Schlütter (The McKenzie Break) de Lamont Johnson (non crédité)
- 1975 : Philadelphia, Here I Come de John Quested
- 1976 : Meurtre pour un homme seul (The Next Man) de Richard C. Sarafian
- 1976 : Un taxi mauve d'Yves Boisset
- 1977 : Portrait de l'artiste en jeune homme (A Portrait of the Artist as a Young Man) de Joseph Strick
- 1983 : La Taupe (The Jigsaw Man) de Terence Young
- 1984 : Anne Devlin de Pat Murphy
- 1985 : Stryker's War de Josh Becker
- 1986 : Pirates de Roman Polanski
- 1988 : Joyriders d'Aisling Walsh
- 1992 : Le Cheval venu de la mer (Into the West) de Mike Newell
- 1994 : Un homme sans importance (A Man of No Importance) de Suri Krishnamma
- 1995 : Moondance de Dagmar Hirtz
- 1995 : The Run of the Country de John Badham
- 1997 : L'Entremetteur (The MatchMaker) de Mark Joffe
- 1998 : Vieilles Canailles (Waking Ned Devine) de Kirk Jones
- 2000 : Ordinary Decent Criminal de Thaddeus O'Sullivan
- 2001 : Jardinage à l'anglaise (Greenfingers) de Joel Hershman (en)
- 2001 : Carton rouge (Mean Machine) de Barry Skolnick
- 2002 : Puckoon de Terence Ryan
- 2003 : Mystics de David Blair
- 2004 : Cody Banks, agent secret 2 : Destination Londres (Agent Cody Banks 2: Destination London) de Kevin Allen
- 2004 : Une affaire de cœur (Laws of Attraction) de Peter Howitt
- 2004 : The Calcium Kid d'Alex De Rakoff
- 2005 : Charlie et la Chocolaterie (Charlie and the Chocolate Factory) de Tim Burton
- 2006 : The Kovak Box de Daniel Monzón
- 2006 : Conversations with God de Stephen Deutsch
- 2007 : Stardust, le mystère de l'étoile de Matthew Vaughn